# Warszawskie Przedmieście (Kalisz)
Warszawskie Przedmieście – historyczna dzielnica Kalisza,  prawobrzeżna część Śródmieścia położona na północny wschód od Nowego Miasta, ograniczona Kanałem Bernardyńskim oraz ulicami: Niecałą i Babiną.
Przy ul. Niecałej znajduje się cerkiew Świętych Apostołów Piotra i Pawła, wzniesiona w latach 1928–1930.